# Noussair El Maimouni
Noussair El Mimouni (Tétouan, 20 febbraio 1991) è un calciatore marocchino, centrocampista del CA Khénifra.

## Carriera

### Club
Ha giocato nella massima serie dei campionati marocchino ed indiano.